# Nati nel 1379
| Questa pagina contiene informazioni ricavate automaticamente dalle voci biografiche con l'ausilio del template Bio e di un bot. L'aggiornamento è periodico e automatico e ricostruisce completamente la pagina. Se manca una persona in questa lista, sei pregato di non aggiungerla, ma accertati piuttosto che la sua voce biografica contenga il template Bio e che i dati anagrafici siano correttamente compilati. Se il template Bio manca, inseriscilo tu stesso o, in alternativa, metti l'avviso {{tmp\|Bio}} che ne segnala la mancanza. Se i dati riportati sono sbagliati, correggi direttamente la voce biografica; le modifiche saranno visibili in questa lista entro pochi giorni. Per chiarimenti vedi il progetto biografie. La lista contiene solo le 10 persone che sono citate nell'enciclopedia e per le quali è stato implementato correttamente il template Bio. Pagina aggiornata al 7 gen 2025. |

- 4 ottobre - Enrico III di Castiglia, re († 1406)
- Alessio IV di Trebisonda, imperatore bizantino († 1429)
- Giovanni Badile, pittore italiano († 1451)
- Manno Barile, nobile e condottiero italiano († 1449)
- Gigliola da Carrara, nobile italiana († 1416)
- Ilaria del Carretto, nobile italiana († 1405)
- Antonio Cassarino, umanista, oratore e filologo classico italiano († 1444)
- Fantino Dandolo, giurista, diplomatico e arcivescovo cattolico italiano († 1459)
- Guido Torelli, nobile e condottiero italiano († 1449)
- Uguccione dei Contrari, politico e militare italiano († 1448)